# Gaia de Cervera
Gaia de Cervera (-1190) fou una noble catalana, filla d'Almodis de Barcelona (germana de Ramon Berenguer IV) i, per tant, neboda d'aquest comte i neta per part de mare de Ramon Berenguer III, comte de Barcelona i de Dolça de Provença.

## Família
El seu pare fou Ponç de Cervera que es va casar amb Almodis de Barcelona mitjançant un rapte.
Els seus germans foren Hug I de Bas, Ponç III i Agalbursa.
Es va casar el 1160 amb Ramon de Torroja, senyor de Torroja (Segarra), fill al seu torn de Ramon de Torroja i Eldiarda. Era nebot també de Guillem de Torroja, bisbe de Barcelona. Tingueren quatre fills: Eliarda, casada amb Ramon de Palau, Hug, Ramon i Agnès.